# Kyuss
I Kyuss sono stati un gruppo musicale statunitense formatosi alla fine degli anni ottanta a Palm Desert, nel sud della California, considerato tra i pionieri dello stoner rock. Si sono sciolti nel 1996.
Nel 2010 alcuni ex membri dei Kyuss hanno dato vita ai Kyuss Lives!, gruppo che nel 2013 ha cambiato nome in Vista Chino.

## Storia

### I Katzenjammer e i Sons of Kyuss (1987–1991)
La band si è formata nel 1987 durante una jam session con il nome di Katzenjammer (un termine tedesco per indicare l'hangover, cioè i postumi di una sbornia, e che letteralmente si può tradurre come "lamenti di un gatto"). La prima provvisoria formazione vedeva John Garcia alla voce, Josh Homme alla chitarra, Chris Cockrell al basso e Brant Bjork alla batteria. Successivamente il nome è stato mutato in Sons of Kyuss da un mostro nonmorto che Brant Bjork aveva trovato in un manuale della prima edizione del gioco di ruolo Advanced Dungeons & Dragons. Nel 1989 la band registrò il proprio omonimo EP di debutto, Sons of Kyuss. Si tratta di un lavoro provvisorio, stampato in sole 1000 copie in vinile verde (ristampato successivamente in CD nel 2000). Il disco è anche la loro unica uscita a presentare Chris Cockrell al basso. Dopo aver distribuito l'EP nel 1990, la band recluta al basso Nick Oliveri, che in precedenza aveva già suonato la seconda chitarra nei Katzenjammer. Decidono inoltre di accorciare il nome in Kyuss.

### Kyuss (1991–1995)
L'esordio ufficiale della band si ha nel 1991: Nick Oliveri sostituisce stabilmente Cockrell al basso e viene pubblicato Wretch, il primo album ufficiale con il nome Kyuss, in verità ancora di impronta più hard rock che stoner. Nel 1992 esce Blues for the Red Sun, prodotto da Chris Goss (cantante e chitarrista nei Masters of Reality) e definito da Q uno dei cinquanta album più aggressivi di tutti i tempi.
Tramite l'amicizia dei Nirvana e soprattutto del batterista Dave Grohl riescono a fare un tour di supporto ai Metallica, nel 1993. Sempre nel 1993, Scott Reeder (precedentemente negli Across the River e negli Obsessed) sostituisce Oliveri al basso. La band firma con la Elektra Records (dato che la loro precedente etichetta, la Dali Records, è sull'orlo del fallimento) ed esce Welcome to Sky Valley. Dopo l'uscita del terzo disco nascono problemi all'interno del gruppo e il batterista Brant Bjork alla fine del tour di supporto a Welcome to Sky Valley lascia la band, sostituito nel 1994 da Alfredo Hernández. L'anno dopo il gruppo incide il suo ultimo album: ...and the Circus Leaves Town.

### Lo scioglimento, la reunion e la nuova incarnazione (1996-attuale)
Nell'ottobre dello stesso anno, i membri della band decidono di seguire ognuno la propria strada, e quindi il gruppo virtualmente si scioglie, anche se nel 1997 esce lo split album Kyuss/Queens of the Stone Age che segna il passaggio alla omonima nuova formazione guidata dal chitarrista Josh Homme e il definitivo scioglimento dei Kyuss: i relativi membri formano altri gruppi in seguito, fra cui Unida, Hermano, Mondo Generator e appunto Queens of the Stone Age. Nel 2000 esce Muchas Gracias: The Best of Kyuss, che raccoglie rarità, pezzi scartati dalle precedenti sessioni di registrazione e pezzi dal vivo. Nello stesso anno esce in edizione speciale limitata da collezione 3 for 1, che raccoglie i tre album prodotti da Goss, Blues for the Red Sun, Welcome to Sky Valley e ...and the Circus Leaves Town.
Nel 2010 viene annunciato un tour europeo dal nome John Garcia Plays Kyuss nella cui scaletta sono presenti canzoni quasi esclusivamente dei Kyuss. Nel giugno dello stesso anno altri due tra i membri originali della band, Oliveri e Bjork, si uniscono a Garcia sul palco per eseguire Green Machine e Gardenia presso l'Hellfest a Clisson, Francia. Nel novembre del 2010, Garcia, Oliveri e Bjork annunciano ufficialmente la loro reunion con il soprannome di Kyuss Lives! per un tour europeo, assieme a Bruno Fevery come nuovo chitarrista della band.
Successivamente sostengono un tour in Australia e Nuova Zelanda a maggio, in Europa a giugno, e in America per la fine dell'estate e dell'autunno 2011, talvolta con Scott Reeder al basso nelle date al di fuori degli Stati Uniti. Al termine di questo tour, i Kyuss Lives! pianificano di registrare un nuovo album in studio previsto per l'estate del 2012.
Nel marzo del 2012, Josh Homme assieme al bassista Scott Reeder indicono una causa federale contro Garcia e Bjork relativa alla "violazione di marchio e frode al consumatore" sull'uso del nome Kyuss. A fine mese, inoltre, Oliveri lascia la band dopo aver rivelato che Garcia e Bjork stavano cercando di prendere il controllo del marchio Kyuss. A seguito dell'allontanamento di Oliveri, al basso si unisce alla band Billy Cordell, già bassista degli Yawning Man.
Nell'agosto 2012 il tribunale stabilisce che Garcia e Bjork non possono pubblicare registrazioni, in studio o dal vivo, sotto il nome di Kyuss Lives!, mentre è permesso loro di continuare a usare il nome per gli spettacoli dal vivo (purché "Lives!" sia scritto nelle stesse dimensioni e accanto alla parola Kyuss per evitare confusione). Tuttavia, la formazione sotto questo nome ha vita breve e, su consiglio del giudice, per evitare ulteriori futuri problemi, John Garcia di lì a poco annuncerà che il gruppo proseguirà l'attività sotto il nome di Vista Chino. In formazione, oltre a Garcia e Bjork, ritorna Oliveri e alla chitarra si unisce nuovamente Bruno Fevery.

## Formazione

### Ultima formazione
- John Garcia – voce (1988–1996)
- Josh Homme – chitarra, cori (1988–1996)
- Scott Reeder – basso (1993–1996)
- Alfredo Hernandez - batteria (1994-1996)

### Altri componenti
- Brant Bjork – batteria (1988–1994)
- Chris Cockrell – basso (1988–1990)
- Nick Oliveri – basso (1990–1992)

### Come Kyuss Lives!
- John Garcia – voce (2010–2013)
- Bruno Fevery – chitarra (2010–2013)
- Billy Cordell – basso (2012–2013)
- Brant Bjork – batteria (2010–2013)
- Nick Oliveri - basso (2010-2012)

## Discografia

### Album in studio
- 1991 – Wretch
- 1992 – Blues for the Red Sun
- 1994 – Welcome to Sky Valley
- 1995 – ...and the Circus Leaves Town

### EP
- 1990 – Sons of Kyuss

### Raccolte
- 2000 – Muchas Gracias: The Best of Kyuss
- 2000 – 3 for 1

### Singoli, mini-lp, split album
- 1996 - Into the Void
- 1997 - Kyuss/Queens of the Stone Age (split album)
- 1997 - Fatso Forgotso